# ماسينيسا (مغني)
ماسينيسا علي خريا
مغنٍ جزائري من مواليد سنة 1967 بوادي الماء التابعة لولاية باتنة.

## سيرة شخصية

### طفولة
في سن الخامسة تعلم أغاني منطقة الأوراس الشاوية وغناها  وفي سن الخامسة عشرة تدرب على أغاني جدته وطُلب منه الغناء في حفلات  والمهرجانات المحلية.

### رحلته الموسيقية
في عام 1987 أصبح عضوًا في فرقة "أمناي" وعمره 20 عامًا  مع المغني عيسى الإبراهيمي وبعد إصدار الألبوم انفصلت المجموعة  في عام 1987 ألقي القبض على الشاب علي شيبان وصديقه عيسى الإبراهيمي من قبل أعوان الأمن بسبب استخدامه لحرف الزاي () في التيفيناغ والتي يتم استخدامها كرمز للثقافة الشاوية والأمازيغية تم وضعهم في السجن لمدة ثلاثة أيام بباتنة. يغني ماسينيسا باللهجة الشاوية الأمازيغية في جميع ألبوماته لكن ذات يوم عندما لم يعد المنتجون يريدون إنتاجه غنى ألبومًا كاملا بالدارجة الجزائرية على الطراز العراسي (أسلوب الموسيقى المستخدم في الأعراس الجزائرية). في مهرجان أم البواقي للموسيقى لم تتم دعوته لعدة سنوات من قبل المنظمين الذين انتقدوه بسبب لعبه السياسة  في عام 1992 كان علي شيباني ضمن فرقة تدعى ماسينيسا أنتجوا ألبومين وبعد فترة وجيزة انفصلت المجموعة وظل علي شيباني العضو الوحيد في مجموعته الذي يصنع الموسيقى وأخذ اسم المجموعة ليصبح المغني ماسينيسا.

#### لحن
أسلوب ولحن ماسينيسا مستوحى من مواضيع الحنين والأسرة والحب والتاريخ والتقاليد وما إلى ذلك مع مراعاة اللغة الشاوية 